# Telekonverter

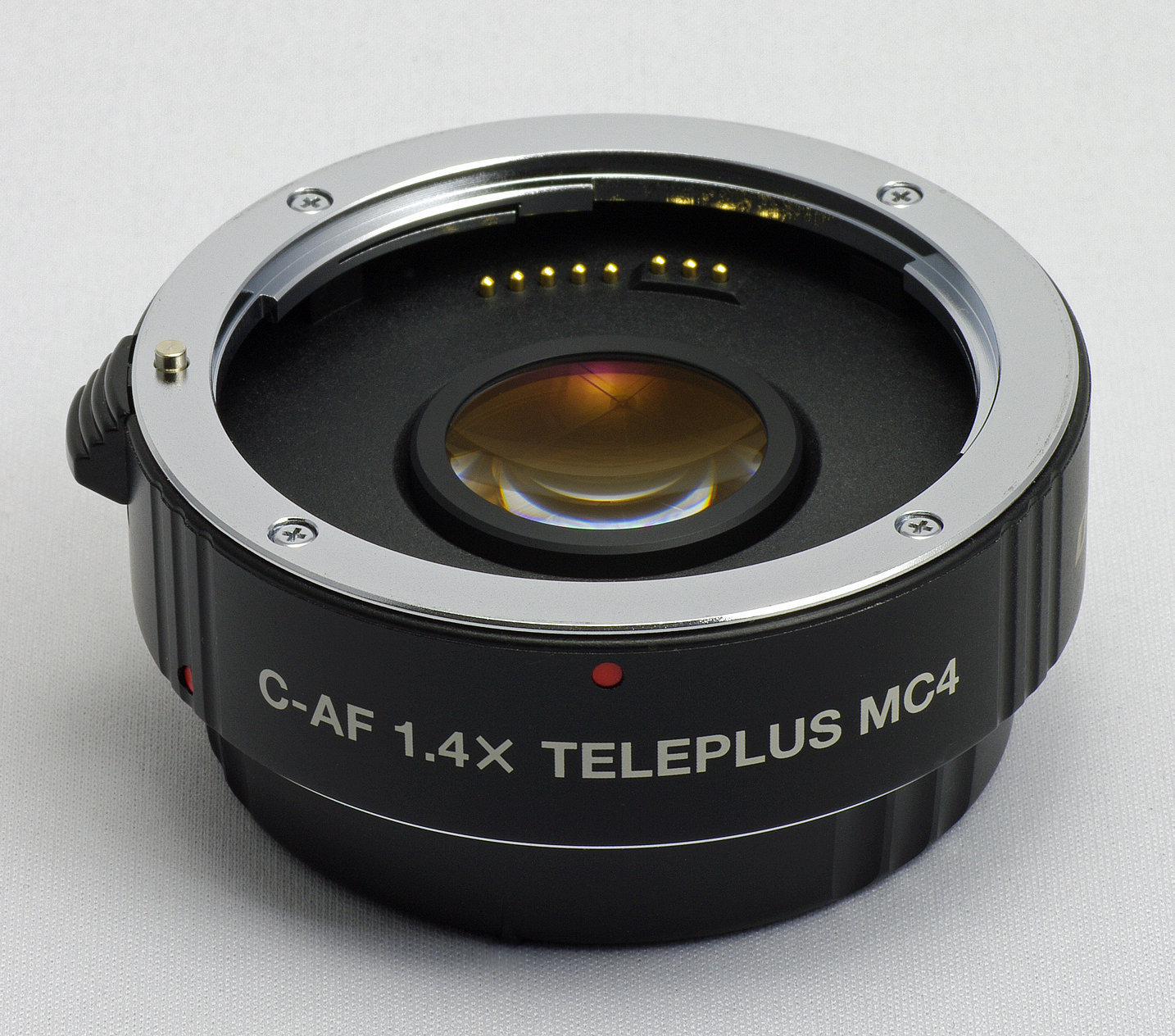
Ein Telekonverter mit Brennweitenverlängerungsfaktor 1,4

Telekonverter (von altgriechisch τῆλε tēle, deutsch ‚fern‘ und lateinisch convertere ‚verwandeln‘ – also etwa „Fernwandler“) sind Zusatzgeräte für Kameraobjektive, die die Brennweite des vorhandenen Objektives vergrößern. Dadurch wird ein kleinerer Bildwinkel erfasst und das Bild bei gleichem Abstand zum Motiv entsprechend vergrößert. Dem gegenteiligen Effekt dient ein Weitwinkelvorsatz.

## Ausführungen

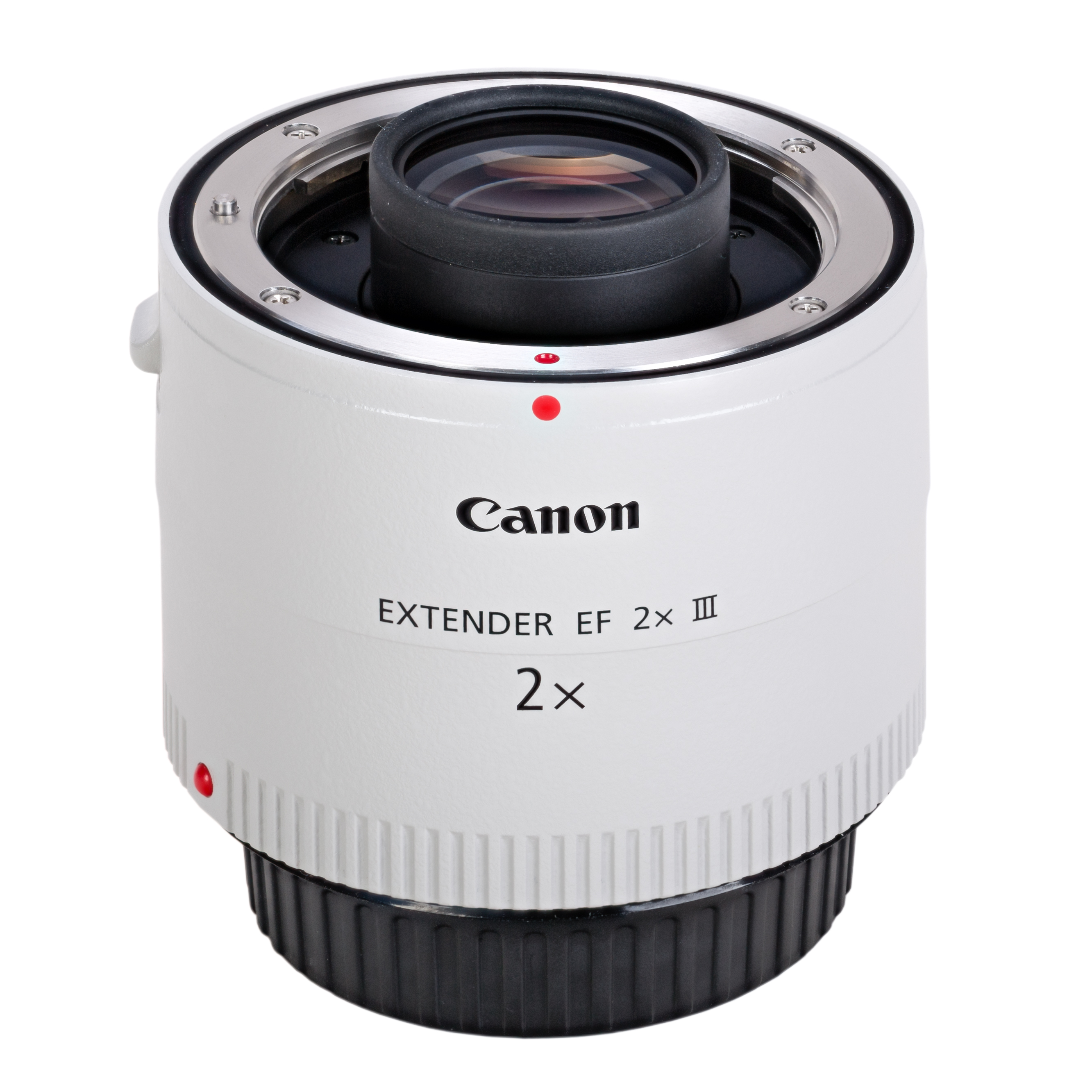
Mit Brennweitenverlängerungsfaktor 2,0
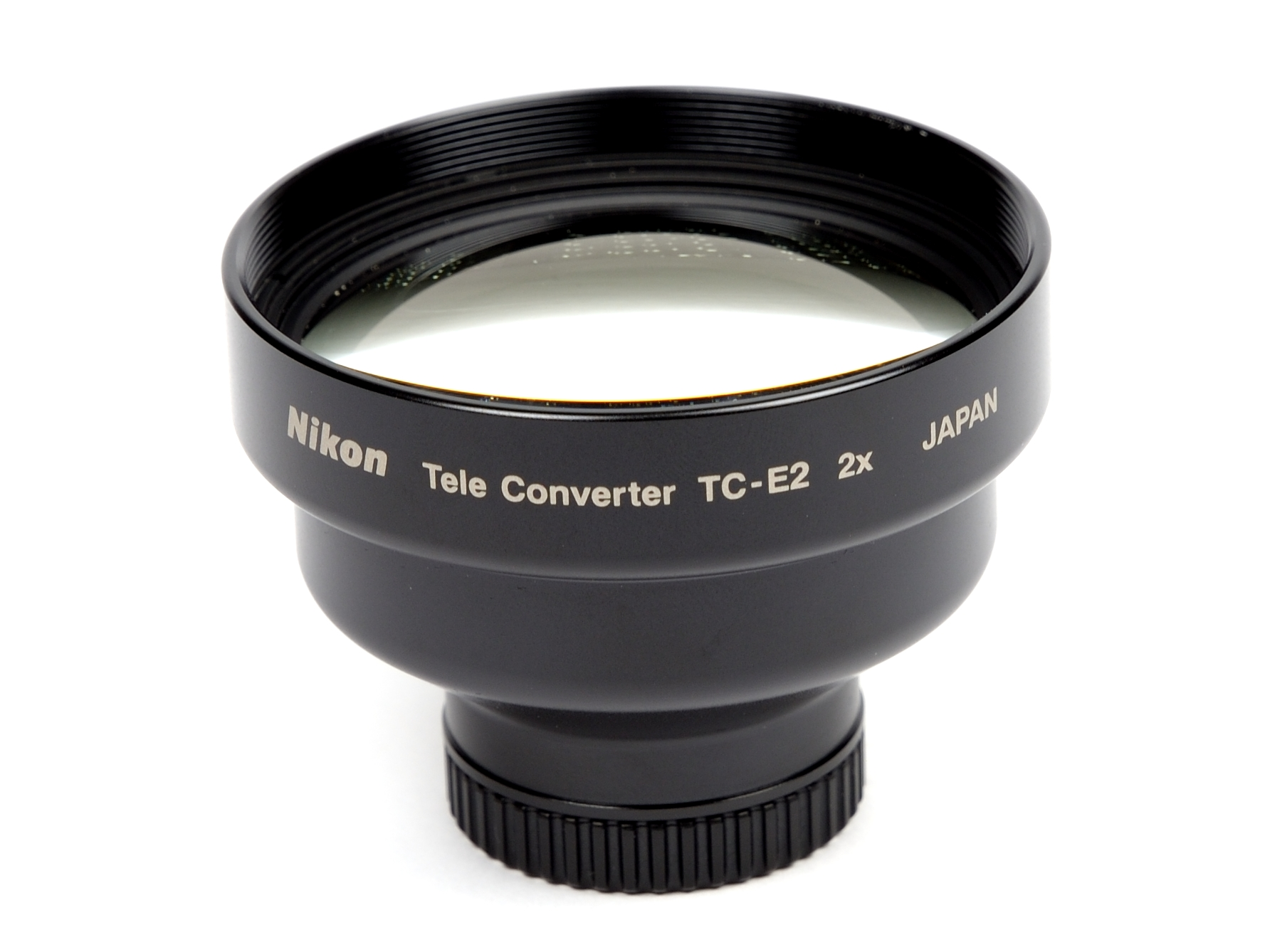
Vorsatzkonverter für eine Kompaktkamera mit Brennweitenverlängerungsfaktor 2,0
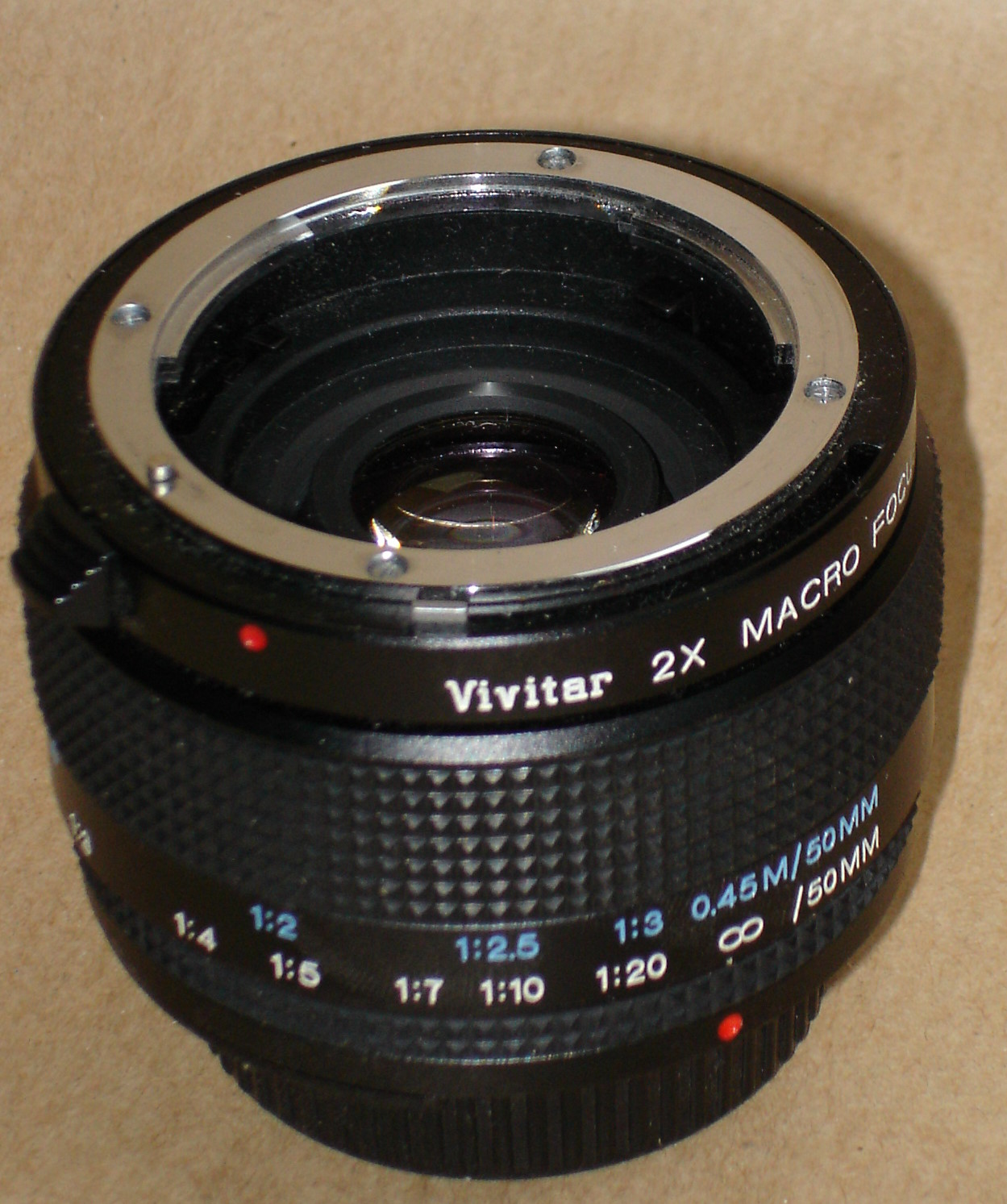
Ein Telekonverter (zweifach) mit Makrofunktion

Telekonverter werden in der Regel zwischen Wechselobjektiv und Kamera angebracht. Die Informationen für Autofokus, Blendensteuerung und so weiter können, je nach Ausführung, vom Konverter elektrisch und/oder mechanisch zwischen Objektiv und Kamera übertragen werden. 
Für Film- und Digitalkameras mit fest eingebauten Objektiven gibt es sie auch als Vorsatzkonverter. Ein solcher Vorsatz ist im Prinzip ein Galilei-Fernrohr.
Telekonverter gibt es in Form von 1,4-fach- bis 3-fach-Konvertern. Die genannte Zahl gibt an, in welchem Verhältnis sich die Brennweite des genutzten Objektives erhöht, ein Zweifach-Telekonverter verdoppelt also die Brennweite des Objektives.
Für noch größere Faktoren lassen sich auch mehrere Telekonverter hintereinanderfügen. Bastler haben Ende 2010 fünf bzw. drei Zweifach-Konverter vor ein 800-mm-Teleobjektiv gesetzt und damit respektable Mondfotografien erstellt.
Canon bezeichnet Konverter als Extender.

## Details

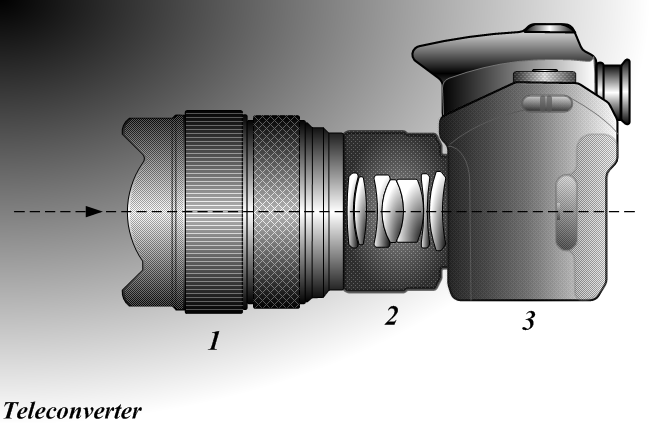
Olympus EC-20 – 2x Telekonverter
1 – Objektiv
2 – Telekonverter
3 – Kamera

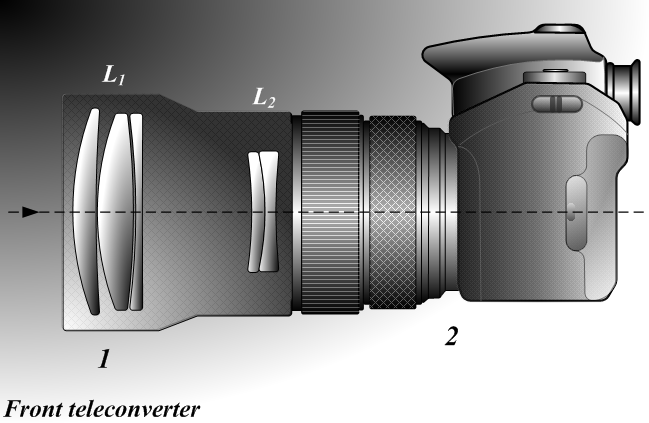
Front-Telekonverter

Ein Zweifach-Telekonverter erhöht die Brennweite eines 50-mm-Objektives auf 100 mm und die eines Zoomobjektives mit einem Brennweitenbereich von 24 bis 85 mm auf 48 bis 170 mm.
Da die Naheinstellgrenze des Grundobjektivs unverändert bleibt, erreicht man mit einem Telekonverter gleichzeitig einen entsprechend größeren maximalen Abbildungsmaßstab. Telekonverter sind damit oft eine preiswerte, gewicht- und platzsparende Alternative zu einem weiteren Zusatzobjektiv.
Ein Nachteil eines Telekonverters, der zwischen Objektiv und Kamera gesetzt wird, ist die verminderte Lichtstärke gegenüber dem Basisobjektiv. Weil die Öffnung des Grundobjektivs unverändert bleibt, vermindert sich die relative Öffnung (Öffnung durch Brennweite = Lichtstärke) um den Faktor der Brennweitenerhöhung. So hat ein 500-mm/1:8-Teleobjektiv mit einem Zweifach-Telekonverter zwar eine Brennweite von 1000 mm, jedoch nur noch eine Lichtstärke von 1:16, es gehen zwei Blendenstufen verloren, bei einem Dreifach-Konverter entsprechend reichlich drei (3,2) Blendenstufen, und bei einem 1,4-fach-Konverter eine Blendenstufe. Bei einem n-fach-Konverter reduziert sich die Lichtstärke um den Faktor {\displaystyle n^{2}}. In Blendenstufen angegeben beträgt der Lichtstärkeverlust
{\displaystyle \log _{2}n^{2}=2\,\log _{2}n=2\,{\frac {\log n}{\log 2}}\approx 6{,}644\,\log _{10}n\approx 2{,}885\,\ln n}.
Für den universellen Einsatz gedachte Telekonverter sind bei Objektiven für Kleinbildkameras mit Brennweiten von 50 mm bis zu 300 mm sinnvoll verwendbar. Bei Objektiven mit einer größeren Brennweite, bei Weitwinkelobjektiven und sogenannten Superzooms leidet die Bildqualität mit solchen Konvertern stark. Manche Hersteller bieten daher Telekonverter an, die für ein bestimmtes Objektiv, eine Objektivfamilie oder für einen gewissen Brennweitenbereich optimiert sind. Solche individuellen Konverter verschlechtern die erzielbare Bildqualität in geringerem Maß.

## Nachteile

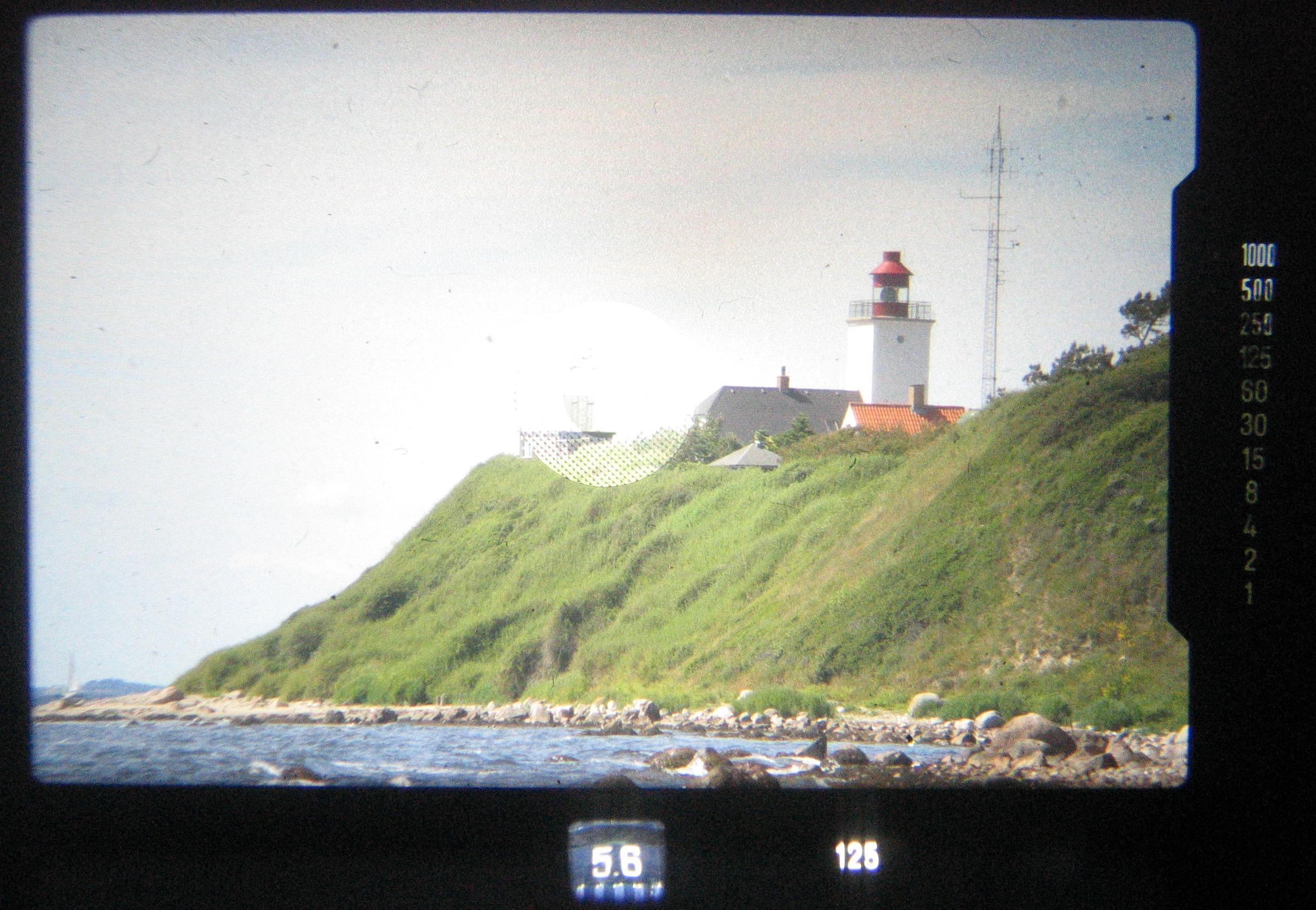
Kamerasucher mit 300-mm-Teleobjektiv
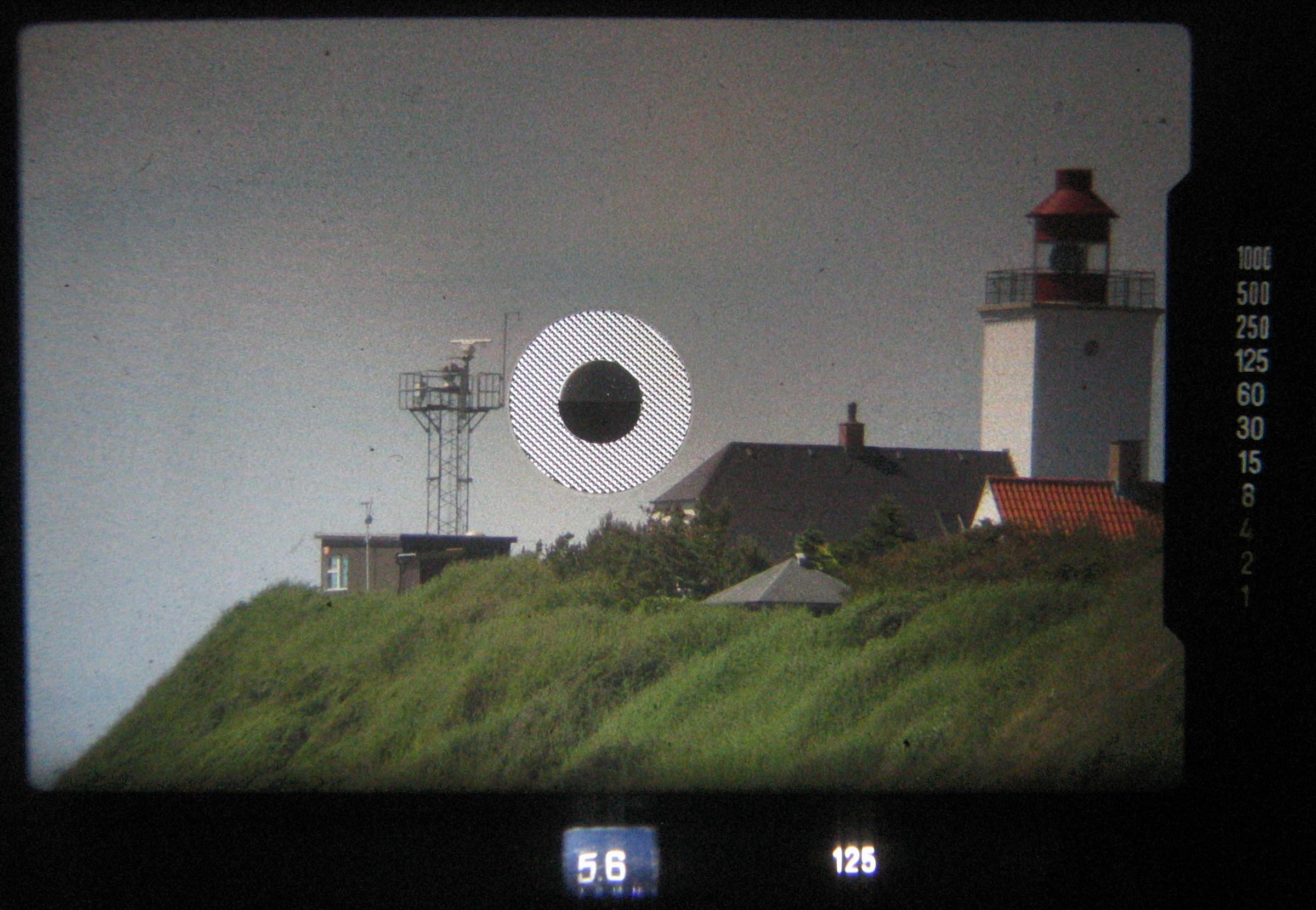
Kamerasucher mit 300-mm-Teleobjektiv und Zweifach-Telekonverter

Die Qualitätsminderung durch einen Telekonverter entsteht beispielsweise durch:
- Die Abbildungsfehler des Grundobjektivs werden durch den Konverter mitvergrößert.
- Durch den Konverter entstehen selbst Abbildungsfehler, die im ungünstigen Fall die Abbildungsfehler des Objektivs vergrößern.
- Die optische Qualität kann durch Zentrierfehler vermindert werden, wenn also die optischen Achsen von Grundobjektiv und Konverter nicht zusammenfallen.

Wenn der Konverter für ein bestimmtes Grundobjektiv gerechnet wird, kann man erreichen, dass die Abbildungsfehler von Konverter und Objektiv sich zumindest teilweise gegenseitig kompensieren. Im Prinzip kann die Kombination sogar besser sein als das Objektiv allein. Allerdings wird die Qualität auch durch Fertigungsabweichungen des Grundobjektivs beeinträchtigt. Deren Auswirkung wird durch die Brennweitenverlängerung unweigerlich mitvergrößert. Darum ist die Kombination aus Konverter und Objektiv auch in diesem Fall meist schlechter als das Grundobjektiv.
Eine klassische Kombination ist die Verwendung eines Zweifach-Konverters mit einem lichtstarken 2,8/300-Teleobjektiv, welche ein noch gut handhabbares 5,6/600-„Supertele“ ergibt.
Der gleichzeitige Einsatz mehrerer Telekonverter ist möglich, jedoch verringern sich die Abbildungsqualität und die Lichtstärke entsprechend.
Wegen der Verringerung der Lichtstärke des Objektivs kann es passieren, dass der Autofokus-Sensor des entsprechenden Kameragehäuses nicht mehr genug Licht bekommt und die automatische Entfernungseinstellung nicht mehr korrekt arbeitet.
Rein optische Telekonverter ohne elektronische Komponenten können keine Daten zwischen Objektiv und Kameragehäuse übermitteln, so dass die entsprechende Information nicht zur Verfügung steht. Zum Beispiel wird eine am Objektiv eingestellte Blendenzahl oder der Status des Bildstabilisators nicht an das Kameragehäuse übertragen, und der Autofokusmotor des Objektivs kann nicht angesteuert werden, um eine Entfernungseinstellung vorzunehmen.